# Tjärstads församling
Tjärstads församling var en församling i Linköpings stift inom Svenska kyrkan i Kinda kommun i Östergötlands län. Församlingen uppgick 2010 i Rimforsa församling.
Församlingskyrka var Tjärstads kyrka.
Folkmängd 2006 var 2 861 invånare.

## Administrativ historik
Församlingen har medeltida ursprung.
Församlingen utgjorde under 1300-talet ett eget pastorat för att därefter till 1962 vara annexförsamling i pastoratet Kättilstad och Tjärstad. Från 1962 till 2010 var församlingen moderförsamling i pastoratet Tjärstad, Kättilstad, Hägerstad och Oppeby. Församlingen uppgick 2010 i Rimforsa församling.
Församlingskod var 051309.

## Kyrkoherdar
| Ämbetstid | Namn                | Levnadstid | Övrigt                        |
| --------- | ------------------- | ---------- | ----------------------------- |
| 1969–1984 | Nils-Erik Blomquist | 1922–2004  | Tillförordnad kontraktsprost. |

## Komministrar[4]
| Ämbetstid | Namn                                   | Levnadstid | Övrigt                                       |
| --------- | -------------------------------------- | ---------- | -------------------------------------------- |
| 1343      | Thyrghillus                            |            |                                              |
| 1610-1617 | Andreas Benedicti                      | -1617      |                                              |
| 1630-1643 | Andreas Guestadius                     | –1656      | Senare kyrkoherde i Flisby församling.       |
| 1643-1655 | Gudmundus Svenonis Betulander          |            | Senare komminister i Herrestads församling.  |
| 1657-1660 | Petrus Benedicti Hahl                  |            | Senare kyrkoherde i Sunds församling.        |
| 1666-1680 | Laurentius Jonae Hellagius (Tingelman) | -1680      |                                              |
| 1682-1696 | Olaus Rudelius                         | 1645–1712  | Senare kyrkoherde i Å församling.            |
| 1696-1707 | Laurentius Petri Arenander             |            | Senare kyrkoherde i Locknevi församling.     |
| 1707-1713 | Hemingus Utterbom                      | -1713      |                                              |
| 1713-1728 | Johannes Wetterholm                    | 1680-1728  |                                              |
| 1728-1765 | Lars Hofström                          | 1691-1765  |                                              |
| 1767-1777 | Lars Wikblad                           |            | Senare kyrkoherde i Vårdnäs församling.      |
| 1778-1799 | Erik Julius Modeé                      | 1741–1810  | Senare kyrkoherde i Västra Hargs församling. |
| 1800      | Carl Henrik Stigell                    | 1758-1800  |                                              |
| 1801-1809 | Johan Enelius                          | 1762-1809  |                                              |
| 1810-1820 | Per Julius Björlingsson                | 1772–1832  | Senare kyrkoherde i Röks församling.         |
| 1822-1839 | Johan Peter Novander                   | 1777-1839  |                                              |
| 1842-1856 | Carl Anders Brodin                     |            | Senare kyrkoherde i Västra Husby församling. |
| 1856-1862 | Adolf Lindstedt                        |            | Senare kyrkoherde i Vists församling.        |
| 1862-1874 | Carl August Högberg                    |            | Senare kyrkoherde i Norra Vi församling.     |
| 1875-1893 | Gustaf Hjertberg                       |            | Senare kyrkoherde i Kättilstads församling.  |
| 1893-1914 | August Theodor Östedt                  |            | Senare kyrkoherde i Kättilstads församling.  |
| 1916-1919 | Axel Klefbeck                          | 1871-1942  | Senare kyrkoherde i Skärkinds församling.    |
| 1922-1927 | Gunnar Oskar Henrik Thorman            | 1878-      |                                              |
| 1928-     | Pontus Elmstrand                       | 1875-      |                                              |

## Klockare, kantor och organister
| Ämbetstid | Namn                    | Levnadstid | Övrigt                          |
| --------- | ----------------------- | ---------- | ------------------------------- |
| 1800–1818 | Magnus Peter Björkeroth | 1777–1818  | Organist och klockare           |
| 1818–1819 | Anders Forselius        | 1794–      | Organist och klockare (vikarie) |
| 1819–1839 | Anders Gustafsson       | 1798–      | Organist och klockare           |
| 1839–1856 | Per Ulric Wahlström     | 1815–      | Organist och klockare           |
| 1856–1877 | Carl Magnus Hedberg     | 1819–1877  | Organist och klockare           |
| 1878–1899 | Frans August Gustafsson | 1841–      | Organist och klockare           |